# 井宿增一
井宿增一，即拜耳命名法的御夫座κ，是御夫座中的一顆恆星。它的視星等為裸眼可見的4.3等。基於19.31mas的周年視差，它與地球的距離為169光年（52秒差距）。
這是顆演化成巨星的恆星，恆星分類為G8.5 IIIb ，是顆通過氦在核心的核融合產生能量的紅群聚恆星。井宿增一的半徑約為太陽的11倍，亮度約為太陽的54倍。這些能量經由外層傳送進太空，使得表面的有效溫度為4732K。在這種炙熱的情況下，這顆恆星的表面呈現橙色，是一顆G型星 。